# Émile Galli
Émile Galli, ziarist francez,
 născut în Corsica la 1845. A făcut studii în Marsilia și a debutat în ziaristică la 1868, ca redactor la ziarul Le Rappel de la Provence. După Războiul franco-prusac din 1870-1871 a făcut parte din redacția ziarului National (Paris) unde a rămas până la 1875.
În timpul războiului sârbo-turc, a fost corespondentul Nationalului în Serbia și în Herzegovina în timpul insurecției (1875-1876).
Venit în România tot ca corespondent al acelui ziar cât a tinut rezbelul independenței (1877-78) a fondat la 2/14 iunie 1877 un ziar în limba franceză sub titlul «l'Orient» care apărea în București. Rezbelu terminat, deveni l’Indépendance Roumaine, în colaborare cu A. Ciurcu.
La 1883 E. Galli a fost expulsat din țară printr-o decisiune a consiliului de ministri de sub presidenția lui I. C. Brătianu, și apoi la 1885 fu expulsat și A. Ciurcu, iar l'Indépendance Roumaine deveni proprietatea lui G. Em. Lahovary.
Corespondent al acestui ziar în Bulgaria la 1886, E. Galli fu expulsat și de aici la 1886. La 1888, în urma căderei guvernului liberal de la putere, s-a reîntors în România și a intrat administrator al ziarului L’Indépendance Roumaine.

## Articole
- „La defence des Dardanelles”, Le Gaulois, 2 sep 1905.